# Cục Đàn áp Hoạt động Cộng sản
Cục Đàn áp Hoạt động Cộng sản (tiếng Tây Ban Nha: Buró para Represión de las Actividades Comunistas, BRAC) là cơ quan cảnh sát mật mà Tổng thống Cuba Fulgencio Batista duy trì trong suốt thập niên 1950, vốn nổi tiếng về sự tàn bạo trong cuộc chiến chống lại Phong trào 26 tháng 7.
Cơ quan này nằm dưới sự lãnh đạo của Mariano Faget, kẻ thoạt đầu nổi danh với tư cách là thợ săn Đức Quốc xã trong thời kỳ Batista mới lên nắm quyền lần đầu tiên, từ năm 1940 đến năm 1944, khi ông còn là Giám đốc Văn phòng Điều tra Hoạt động của Kẻ thù (Oficina de Investigación de Actividades Enemigas), một đơn vị phản gián nhắm vào những toán đặc vụ của Đức Quốc xã và Phát xít.
Ngày 7 tháng 12 năm 1955, toán đặc vụ BRAC đã nổ súng vào một cuộc biểu tình chống đối Batista do Liên đoàn Sinh viên Đại học ở Havana tổ chức. Một số người biểu tình, trong đó có Camilo Cienfuegos, bị thương khi cảnh sát nổ súng vào đám đông.
Sự phát triển của BRAC được CIA tài trợ và khuyến khích bắt đầu từ năm 1956.